# سيدو دومبيا
سيدو دومبيا (بالفرنسية: Seydou Doumbia)‏ (مواليد 31 ديسمبر 1987 في ياموسوكرو) لاعب كرة قدم عاجي يلعب حاليا لصالح نادي نيوكاسل يونايتد.

## روابط خارجية
- سيدو دومبيا على موقع الاتحاد الدولي (مؤرشف)  (الإنجليزية)
- سيدو دومبيا على موقع رابطة كرة القدم اليابانية للمحترفين (اليابانية)
- سيدو دومبيا على موقع قاعدة بيانات كرة القدم.إي يو (الإنجليزية)
- سيدو دومبيا على موقع ناشيونال فوتبول تيمز (الإنجليزية)
- سيدو دومبيا على موقع Soccerbase.com (لاعب) (الإنجليزية)
- سيدو دومبيا على موقع Soccerway.com (الإنجليزية)
- سيدو دومبيا على موقع عالم كرة القدم.نت (الإنجليزية)
- سيدو دومبيا على موقع AS.com (الإسبانية)